# Tempête (film, 1940)
Pour les articles homonymes, voir Tempête (film) et Tempête (homonymie).
Pour plus de détails, voir Fiche technique et Distribution.
Tempête  - aussi connu sous le titre Tempête sur Paris - est un film français de Dominique Bernard-Deschamps sorti en 1940.

## Synopsis
Très librement inspiré de Ferragus, un roman d'Honoré de Balzac, le film raconte l'histoire de John Korlick, un célèbre aventurier, escroc d'envergure internationale. À New-York il monte une arnaque qui consiste à vendre à des Noirs une lotion qui est censée rendre plats leurs cheveux crépus. Dans le collimateur de la justice américaine, il se réfugie à Paris où il lance une immense souscription fantôme pour créer une fort hypothétique mer artificielle, en plein désert saharien. Dans la capitale il voit en cachette sa fille Jeanne Desmarets qui est la femme du commissaire Pierre Desmarets. Barel, journaliste, fait chanter Korlick en le menaçant de continuer d'écrire des articles qui dévoilent ses escroqueries, ce qu'il fait néanmoins, et de révéler qu'il l'a vu avec une jeune femme qu'il pense être sa maîtresse, en fait Jeanne la fille de Korlick. Par la suite, alors que Korlick essayera de quitter le pays, Barel écrira des articles qui essayent de brouiller les pistes. Les relations entre Barel et Korlick sont ambiguës et oscillent entre leur ancienne amitié et l'hostilité.  Barel est l'ami d'Ida, une chanteuse de cabaret femme du compositeur de musique Auguste Malaincourt.

## Fiche technique
- Réalisation : Dominique Bernard-Deschamps
- Scénario : Dominique Bernard-Deschamps, André Cayatte
- Musique : Marcel Delannoy
- Photographie : Philippe Agostini et Michel Kelber
- Montage : Pierre de Hérain
- Société de production : Belgatos
- Directeur de la production : Jack Cohen
- Format : Son mono - Noir et blanc - 35 mm  - 1,37:1
- Genre : Drame
- Durée : 97 minutes
- Date de sortie : 
  - France - 3 avril 1940
- Affiche : René Péron (France)

## Distribution
- Arletty : Ida Malaincourt, chanteuse de cabaret
- Marcel Dalio : Olivier Barel, directeur et reporter en chef du journal l'Opportun
- Annie Ducaux : Jeanne Desmarets
- Erich von Stroheim : Korlick
- Henri Bry : Albert Pélissier, 2e adjoint du commissaire
- Henri Guisol : Charlie, bras droit de Korlick
- Jacques Louvigny : Auguste Malaincourt, compositeur de musique, mari d'Ida
- Jacqueline Prévot : Yvonne
- Julien Carette : Joseph Carpet, l'épicier
- Jean Debucourt : Gerlier, 1er adjoint du commissaire
- André Luguet : Pierre Desmarets, commissaire de police
- Blanche Denège : la buraliste
- Henri Marchand : le badaud bègue
- Yvonne Yma : la serveuse

## Autour du film
- Le film tourné avant la déclaration de guerre, fut redistribué à la libération. À cette occasion l'affiche du film fut modifiée et le nom d'Arletty en disparut. Cela inspira à cette dernière ce commentaire : "Erich et moi figurions en bonne place sur l'affiche du film. À la libération, on redonne le film. Délicate attention... on retire mon nom. Ce n'était pourtant pas moi qui avais déclaré la guerre !"[1]
- Le film est ressorti en DVD cher René Chateau Vidéo en 2011